# Еманаевский могильник
Емана́евский моги́льник — археологический памятник, древнерусский могильник XII—XIV веков. Выделяется архаичностью погребального обряда и сохранностью языческих пережитков. Располагается в Тужинском районе Кировской области.
Еманаевский могильник, раскопанный Н. А. Лещинской, располагается на Еманаевском городище VII—X веков (еманаевская культура), в среднем течении реки Пижмы.
Еманаевский могильник выделяется из прочих чрезвычайной архаичностью погребального обряда. На нём более ранние могилы (всего их 72) расходятся от центральной овальной площадки в разные стороны наподобие веера, соответственно меняя и ориентацию. Подобная планировка могил выявлена на некоторых кладбищах X—XIII веков на Новгородчине, причём там «центром притяжения» были более ранние языческие курганы-сопки, на вершинах которых предприимчивые православные миссионеры ставили христианские часовни или храмы. Здесь же следов подобных сооружений не обнаружено.
На могильнике выявлены и другие черты, не известные, кажется, нигде более на других славянских территориях. В 7 небольших по размеру ямах обнаружены мелкие кальцинированные кости кремированных покойных, причём эти могилы и образуют незаполненную могилами центральную площадку (14 × 7 м), нарушенную несколькими более поздними ямами. В центре этой площадки была обнаружена яма. По мнению Л. Д. Макарова, здесь мог располагаться языческий храм с деревянным идолом, стоявшим в его центре. В четырёх погребениях зафиксирован обряд частичного трупосожжения: в западной половине ям обнаруживались остатки черепа или верхней половины скелета, а в противоположной — пережжённые кости. Найдены также две могилы-кенотафа, то есть условные захоронения умерших где-то на чужбине людей, тела которых не смогли доставить на родину. Здесь же были захоронения двух черепов и двух умерших, лежавших с подогнутыми в коленях ногами, — вероятные могилы волхвов-шаманов (подобное захоронение обнаружено также на Никульчинском могильнике). Между могил подобраны два фрагмента белоглиняной славянской керамики XII—XIV веков — признак языческого обычая битья посуды на кладбище.
Таким образом, Еманаевский могильник отражает тот период славянской (славяно-финской) колонизации Вятского края, когда происходит переход от языческих верований к православию, то есть конец XII—XIII века. Одной из причин появления здесь славян является бегство язычников северо-восточной периферии от усилившейся в то время христианизации. «Сказание о царстве Казанском» (сер. XVII века) упоминает «ростовскую чернь» (то есть простых общинников этой земли), «забежавши та от крещения рускаго (то есть православного) в болгарских жилищах» (то есть в землях, подвластных Волжской Булгарии).